# シャイ・ラーレン
シャイ・ラーレン（Shay Laren、 1985年12月31日 - ）はアメリカ合衆国のポルノ女優、アダルトモデル。ジョージア州出身。
雑誌『ペントハウス』の2006年7月号のペントハウス・ペット・オブ・ザ・マンスを受賞した。

## 経歴
アーミーブラットであり、父が在住する軍事基地で育った。彼女はポルノ映画産業に入る前はブティックで働いていた。20歳前に離婚を経験している。

## ギャラリー

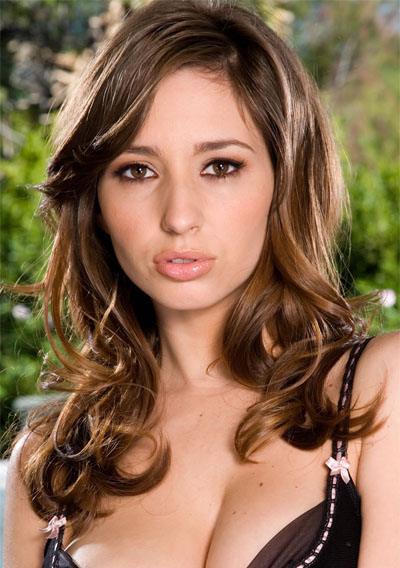
2008年